# Breathe (chanson de Nickelback)
Pour les articles homonymes, voir Breathe (homonymie).
Singles de Nickelback
Old Enough (en)
(2000) Worthy to Say
(2000)
Breathe est le quatrième single du groupe Nickelback et le troisième de l'album The State sorti en 2000.

## Classements
| Classement (1998)              | Meilleure position |
| ------------------------------ | ------------------ |
| États-Unis (Mainstream Rock)   | 10                 |
| États-Unis (Alternative Songs) | 21                 |

## Liste des chansons
| 1.    | Breathe (version LP)            | 3:57 |
| 2.    | Breathe (version intro coupé)   | 3:49 |
| 3.    | Call Out Research Hook          | 0:16 |
| 4.    | Worthy to Say (live acoustique) | 4:19 |
| 5.    | Breathe (version album)         | 3:58 |
| 16:19 |                                 |      |